# Delphos, Ohio
Delphos là một thành phố thuộc quận Allen, tiểu bang Ohio, Hoa Kỳ. Năm 2010, dân số của thành phố này là 7101 người.

## Dân số
- Dân số năm 2000: 6944 người.
- Dân số năm 2010: 7101 người.